# Nyctemera variegata
Nyctemera variegata là một loài bướm đêm thuộc phân họ Arctiinae, họ Erebidae.